# Guillaume Bigourdan
Guillaume Bigourdan (Sistels, 6 april 1851 – Parijs, 28 februari 1932) was een Frans astronoom.
In 1877 werd hij door Félix Tisserand aangesteld als assistent astronoom aan het observatorium te Toulouse. In 1879 volgde hij Tisserand naar Parijs toen deze directeur werd van het observatorium aldaar. 
In 1902 nam hij deel aan een poging om het verschil in lengtegraad tussen Londen en Parijs opnieuw vast te stellen. In 1903 werd hij lid van het Bureau des longitudes en in 1904 van het Académie des Sciences. 
In 1919 won hij de Gouden medaille van de Royal Astronomical Society en van 1919 tot 1928 was hij directeur van het Bureau International de l'Heure. 
Hij trouwde met een dochter van Amédée Mouchez.

## New General Catalogue en Index Catalogue
Bigourdan ontdekte 393 deepsky objecten die allen werden opgenomen in johann Dreyer's New General Catalogue en Index Catalogue.

## Double star designation codes
In de tabel van waarnemers en onderzoekers van dubbelsterren staat Guillaume Bigourdan vermeld als Big  (designatie) en BIG (IDS code).

## Bigourdan op de maan
De maancartograaf Félix Chemla Lamèch (1894-1962) had in diens lijst van nieuwe toe te voegen namen op de maan ook de naam Bigourdan opgenomen. Van Lamèch's 44 nieuwe namen werden er slechts enkele officieel erkend door de Internationale Astronomische Unie (IAU). De naam Bigourdan werd geweigerd.
- Bibliothèque nationale de France: cb15290885g (data)
- Catàleg d'autoritats de noms i títols de Catalunya: 981058517608206706
- Gemeinsame Normdatei: 116180323
- International Standard Name Identifier: 0000 0001 0856 4466
- Library of Congress Control Number: n87834215
- Base Léonore: LH//238/75
- Nationale Bibliotheek van Tsjechië: xx0160297
- Nationale Bibliotheek van Israël: 987007274156905171
- Nederlandse Thesaurus van Auteursnamen: 156048787
- Istituto Centrale per il Catalogo Unico: CUBV020537
- SNAC: w6xw57x2
- Système universitaire de documentation: 075148633
- Virtual International Authority File: 32296877
- WorldCat: E39PBJfh4P89JcxWgP6jw7w3cP